# Xinbin
Xinbin, tidigare romaniserat Sinpin, är ett autonomt härad för manchu-folket som lyder under Fushuns stad på prefekturnivå i Liaoning-provinsen i nordöstra Kina.
Häradet tillhör manchufolkets ursprungsområden och var jurchen-fursten Nurhacis födelseplats. Det var här han anlade Hetu Ala ("den breda kullen"), den första huvudstaden för hans dynasti, den senare Jindynastin. Orten bytte namn till Yenden ("uppstigande") år 1636.
Yonglingmausolet (Yongling, 永陵), var flera av Nurhaci anfäder är begravda finns här, och orten och dess minnesmärken har kulturminnesmärkts av Kinas regering.